# Xot nan
El xot nan (Psiloscops flammeolus) és una espècie d'ocell de la família dels estrígids (Strigidae). Habita boscos de pins des de les muntanyes del sud de la Colúmbia Britànica, cap al sud, per les muntanyes occidentals dels Estats Units i Mèxic, fins a Guatemala, Hondures i El Salvador. El seu estat de conservació es considera de risc mínim.

## Taxonomia
Ha estat classificat als gèneres Otus i Megascops però recentment s'ha ubicat al seu propi i monotípic gènere Psiloscops (Coues, 1899), arran els estudis de Wink et al. 2009